# کالوین اس. برایس
کالوین اس. برایس (به انگلیسی: Calvin S. Brice) سناتور سابق عضو حزب دموکرات ایالات متحده آمریکا بود. وی در سال ۱۸۹۱ تا ۱۸۹۷ میلادی سناتور ایالت اوهایو در سنای ایالات متحده آمریکا بود.